# 中竹和也
中竹 和也（なかたけ かずや、1964年11月26日 - ）は日本中央競馬会 (JRA) ・栗東トレーニングセンターに所属している調教師。元騎手。日本調教師会会長。

## 来歴
小学2年生の時に厩務員をしていた叔父に馬に乗せてもらったのが騎手になるきっかけである。テンポイントのファンであったという。
1980年、栗東・吉田三郎厩舎所属の騎手候補生となる。
1984年、騎手免許を取得する。3月3日にデビューし、3月25日に初勝利を挙げた。
1985年、阪神障害ステークス（秋）をニイキで制し、重賞初勝利を挙げる。
1992年、4月にフリーとなる。
1993年、障害競走で12勝を挙げ、JRA賞最多勝利障害騎手を初受賞する。 
1998年、2度目の受験で調教師免許を取得し騎手を引退する。騎手成績はJRA通算2469戦176勝。 
1999年、厩舎を開業する。3月27日、初出走となった阪神競馬場の第8レースでは、ゼンノタカモクが9番人気で8着となる。6月26日、函館競馬場の第6レースで7番人気だったダイヤモンドピアスが勝利し、のべ31頭目で初勝利を挙げる。9月23日に大井競馬場で行われた東京盃にビコーミニスターが出走し、地方競馬初出走で2着となる。
2001年、8月27日に金沢競馬場で行われた白百合賞をダッシュフォーサンが制し、地方初勝利を挙げる。
2009年3月、ファルコンステークスをジョーカプチーノで勝ち、重賞初勝利。翌々月のNHKマイルカップも同馬で制し、GI初勝利を果たした。
2018年7月6日、角居勝彦調教師の調教停止処分に伴い、翌年1月までの間、臨時で同厩舎の管理馬全頭を受け入れていた。その中には2017年の菊花賞優勝馬のキセキもいた。12月28日にはサートゥルナーリアがGI・ホープフルステークスを優勝している。
2019年6月30日、ラジオNIKKEI賞をブレイキングドーンで勝ち、史上6人目となるJRA全10場重賞制覇を達成した。
2021年、エリザベス女王杯をアカイイトで勝ち、自身初の牝馬GI制覇となった。翌月の有馬記念に同馬で出走し、7着となる。管理馬の有馬記念出走は、角居勝彦厩舎から一時転厩したキセキ（2018年出走）を除けば、開業22年目にして初となった。

## 騎手成績
| 通算成績 | 1着 | 2着 | 3着 | 騎乗数 | 勝率 | 連対率 |
| -------- | --- | --- | --- | ------ | ---- | ------ |
| 平地     | 86  | 90  | 98  | 1692   | .051 | .106   |
| 障害     | 90  | 98  | 95  | 777    | .116 | .242   |
| 計       | 176 | 191 | 193 | 2469   | .071 | .149   |

|            | 日付           | 競走名          | 馬名             | 頭数 | 人気 | 着順 |
| ---------- | -------------- | --------------- | ---------------- | ---- | ---- | ---- |
| 初騎乗     | 1984年3月3日   | -               | ファストキンザン | -    | -    | 14着 |
| 初勝利     | 1984年3月25日  | -               | ディープクイン   | -    | -    | 1着  |
| 重賞初騎乗 | 1984年12月23日 | 阪神牝馬特別    | ヒロノホーマー   | 17頭 | 13   | 17着 |
| 重賞初勝利 | 1985年12月7日  | 阪神障害S（秋） | ニイキ           | 10頭 | 7    | 1着  |
| GI初騎乗   | 1987年4月12日  | 桜花賞          | ヤマトムラサキ   | 18頭 | 18   | 13着 |

### 主な騎乗馬
- ニイキ（1985年阪神障害ステークス（秋））
- ハッピールイス（1986年京都大障害（春）、中山大障害（秋））
- フェートノーザン（1987年平安ステークス・当時はオープン特別）
- ダイカツストーム（1995年中山大障害（春））

### 表彰
- JRA賞最多勝利障害騎手（1992年）

## 調教師成績
|            | 日付           | 競馬場・開催  | 競走名       | 馬名               | 頭数 | 人気 | 着順 |
| ---------- | -------------- | ------------- | ------------ | ------------------ | ---- | ---- | ---- |
| 初出走     | 1999年3月27日  | 2回中京1日8R  | 5歳上500万下 | メイショウチハヤ   | 16頭 | 14   | 11着 |
| 初勝利     | 1999年6月26日  | 1回函館5日6R  | 4歳上500万下 | ダイヤモンドピアス | 12頭 | 7    | 1着  |
| 重賞初出走 | 1999年4月4日   | 2回阪神4日11R | 大阪杯       | ヒカリサーメット   | 11頭 | 5    | 6着  |
| 重賞初勝利 | 2009年3月21日  | 2回中京3日11R | ファルコンS  | ジョーカプチーノ   | 18頭 | 4    | 1着  |
| GI初出走   | 2002年10月20日 | 4回京都6日11R | 菊花賞       | シンデレラボーイ   | 18頭 | 15   | 15着 |
| GI初勝利   | 2009年5月10日  | 2回東京6日11R | NHKマイルC   | ジョーカプチーノ   | 18頭 | 10   | 1着  |

## 主な管理馬
※括弧内は当該馬の優勝重賞競走、太字はGI級競走。
- ブラッドバローズ（2004年アーリントンカップ3着）
- シーチャリオット（中央移籍後は未出走のまま登録抹消）
- ジョーカプチーノ（2009年ファルコンステークス、NHKマイルカップ、2011年シルクロードステークス）
- タマモグレアー（2011年京都ハイジャンプ）
- アースソニック（2013年京阪杯）
- ソロル（2014年マーチステークス、2017年小倉サマージャンプ）
- ダコール（2015年新潟大賞典[5]）
- ブランボヌール （2015年函館2歳ステークス、2016年キーンランドカップ）
- カデナ （2016年京都2歳ステークス、2017年弥生賞、2020年小倉大賞典）
- アスターサムソン （2018年京都ハイジャンプ）
- アスターペガサス （2018年函館2歳ステークス）
- ヨカグラ （2018年小倉サマージャンプ）
- ラビットラン （2018年ブリーダーズゴールドカップ）
- カンタービレ （2018年ローズステークス）
- エアウィンザー （2018年チャレンジカップ）
- サートゥルナーリア （2018年ホープフルステークス）
- ブレイキングドーン （2019年ラジオNIKKEI賞）
- ビアンフェ （2019年函館2歳ステークス、2020年葵ステークス、2021年函館スプリントステークス）
- キメラヴェリテ（2019年北海道2歳優駿）
- メイケイダイハード（2020年中京記念）
- アカイイト（2021年エリザベス女王杯）
- コレペティトール （2024年京都金杯）[6]
- アリスヴェリテ （2024年マーメイドステークス）
- チカッパ （2024年北海道スプリントカップ、東京盃）
- キープカルム （2025年しらさぎステークス）

## エピソード
- 1986年のウインターステークスで、当時騎乗していたフェートノーザンを破ったライフタテヤマに対し「勝った馬があまりに強すぎる」とコメントした。
- 2009年5月6日のNHKマイルカップの追い切りで、ジョーカプチーノに騎乗予定の藤岡康太が遅刻。馬を30分以上も待たせ、スタッフに迷惑を掛けたが、中竹は「（騎手を）替えようかとも思ったが、結果を出せばスタッフが許してくれると康太には言った。」と藤岡に温情で騎乗させたことをレース後に語っていた[7]。

## 主な厩舎所属者
- 河嶋宏樹（2004年 - 2023年 厩務員、調教助手）